# Wankendorf
Wankendorf è un comune di 2 916 abitanti dello Schleswig-Holstein, in Germania
Fa parte del circondario (Kreis) di Plön (targa PLÖ) ed è parte della comunità amministrativa (Amt) di Bokhorst-Wankendorf.